# Roparz Hemon
Pour les articles homonymes, voir Hemon.
Louis Paul Nemo, dit Roparz Hemon, né le 18 novembre 1900 à Brest et mort le 29 juin 1978 à Dublin, est un linguiste, romancier, journaliste et poète français de langue bretonne.
Il est actif dans le mouvement breton et impliqué dans la collaboration pendant la Seconde Guerre mondiale.

## Biographie

### Enfance et formation
Il est né à Brest le 18 novembre 1900.
Il grandit dans une famille qui ne pratique pas le breton : son père, premier-maître mécanicien dans la Marine nationale, est un enfant né « de père et de mère inconnus » à qui l'officier de l'état civil à Brest avait donné le nom de Nemo ; sa mère, Julie Foricher, est institutrice.
Après des études à Paris, il obtient l'agrégation d'anglais en 1924.

### Carrière
Dès 1923, sous le pseudonyme de Roparz Hemon, il travaille pour Breiz Atao.
En 1925, il est affecté au lycée de Brest où il enseigne jusqu'en 1939. La même année, il fonde la revue bretonnante Gwalarn, aux positions nationalistes affirmées. Ce n’est d'abord que le supplément littéraire de Breiz Atao, journal qui compte alors moins de 200 abonnés. La revue devient indépendante dès 1926. Dans ses études ou comptes rendus des langues de moindre diffusion ou minorisées, il donne comme exemple à suivre le combat mené par les Danois et les Tchèques pour contrer la germanisation de ces pays.
Après l'invasion de la France, il prône la collaboration, y voyant l'opportunité pour les Bretons de « se libérer du joug français ».
En juillet 1941, à la demande du censeur des programmes de Rennes-Bretagne, l'officier de la Wehrmarcht Leo Weisgerber, Roparz Hemon accepte la fonction de directeur des programmes en breton de ce poste de radio.
Il dirige l'hebdomadaire Arvor, qui paraît à partir de 1941. Dans ce journal, il est l'auteur de plusieurs déclarations antisémites.
En octobre 1941, il est associé avec d'autres intellectuels par le celtisant allemand Leo Weisgerber à la création à Rennes de l'Institut celtique de Bretagne. Hemon en devient le directeur. Cet institut semble être inspiré du Deutsche Forschungsgemeinschaft.
En juin 1942, il est élu directeur de l'Institut Celtique de Bretagne,.
Il collabore aussi politiquement avec l'occupant, participant à la constitution d'un dossier à charge contre le préfet François Ripert, provoquant sa démission avant le début de la rafle des juifs en Ille-et-Vilaine en juillet 1942. Dans un roman d'anticipation écrit en langue bretonne et publié en 1942, An aotrou Bimbochet e Breiz, (Monsieur Bimbochet en Bretagne), il imagine une Bretagne devenue totalement indépendante, totalement bretonnante, racialement pure, disciplinée. La même année, il traduit Le Poisson d'or de Paul Féval.
Roparz Hemon assure la direction de Gwalarn jusqu'au  dernier numéro, en 1944.
En août 1944, il fuit en Allemagne où il trouve refuge à Marburg auprès de Weisgerber.
Selon Olier Mordrel et Yann Fouéré, il aurait également été membre du « Kuzul Meur », comité secret qui regroupait divers partis ou associations nationalistes, dont le Parti national breton. Lors de la débâcle des troupes allemandes, il fuit dans un de leurs camions, ainsi que d'autres nationalistes, en août 1944. Kristian Hamon cite le témoignage inédit de l'épouse d'un membre du Bezen Perrot présente dans le convoi avec Roparz Hemon lors de sa fuite en Allemagne et le rôle moins passif qu'on ne le pensait de cet intellectuel aux côtés de nazis.
Devant l'avance des Américains en mars 1945, il décide de rentrer en France ; il est arrêté le 31 mars. Confié à la justice française pour être jugé, il est incarcéré à Rennes. I lui est reproché ses prises de position écrites nationalistes, anti-françaises et antisémites publiées pendant la guerre, et avant-guerre, même s'il avait dès 1931 renié quelques-uns de ses écrits publiés entre 1923 et 1929. Il axe sa défense sur l'idée qu'il est un savant qui n'a eu aucune activité politique sérieuse, donc de réelle influence, sous l'Occupation. Il bénéficie de la mobilisation de « milliers de Celtes d'outre-Manche » en sa faveur,. Le réquisitoire définitif précise que Roparz Hemon a déclaré : « Je me déclare, me tenant sur le terrain strictement culturel qui est le nôtre, partisan d'une collaboration loyale avec les peuples qui façonnent sous mes yeux l'Europe Nouvelle » lors d'une réunion publique de l'Institut celtique au théâtre municipal de Rennes.
Le 3 juin 1946, le commissaire du gouvernement près la cour de justice rapporte au procureur général près la cour d'appel de Rennes.
Accusé d'atteinte à la sûreté de l'État, il est acquitté de ce chef le 31 mai 1946, et déclaré en état d'indignité nationale pour une durée de dix ans,, ce qui l'empêche de reprendre sa carrière d'enseignant.
En juillet 1947, il part en exil à Dublin et enseigne le breton à l'Institut d'études avancées de Dublin,,.
En 1950, il écrit : « (…) il se produisit un miracle : pendant quatre ans, de 1940 à 1944, un vent de liberté passa sur la Bretagne ; chaque vrai Breton put travailler presque sans tracas, et la vie de l'esprit fleurit. Pendant ces quatre années-là les Bretons conscients apprirent qu'ils étaient capables de s’occuper de leur pays seuls, une leçon qu'ils ne sont pas près d'oublier. ». La même année, il publie avec Ronan Huon un dictionnaire de breton.
Dans les années 1950, il publie des romans policiers et les contes en breton.
Dans les années 1960, il continue ses travaux sur la langue bretonne. Il publie en 1962 Trois Poèmes en moyen-breton aux éditions The Dublin Institute for Advanced Studies.
Roparz Hemon est présenté comme un fervent partisan de l’espéranto, seul moyen selon lui de se passer des « langues impériales » ; et l’espéranto ayant toujours été, selon lui, combattu par les régimes totalitaires.

### Décès
Il meurt le 29 juin 1978. Son corps est rapatrié à Brest où il est enterré, le 10 juillet.

## Prises de position

### Hemon et le peuple breton
Roparz Hemon refuse vigoureusement de faire du breton tel qu'il est parlé par le peuple la base d'une littérature savante. Il écrit en 1943 : « Al levrioù-skol, al levrioù gouiziegezh, al lezennoù ha kement skrid uhel a zo ret e buhez ur bobl ne vezont savet e bro ebet e yezh ar gwrac'hed kozh »[citation nécessaire] (« Les manuels scolaires, les livres d'érudition, les lois et tous les écrits d'importance qui sont nécessaires à la vie d'un peuple ne sont dans aucun pays écrits dans la langue des vieilles mégères »). 

## Hommages et controverses
Pierrette Kermoal, professeur agrégé de lettres modernes, réalise en 2003 une étude globale de l’œuvre romanesque de Roparz Hemon.
En 2007, il existe un prix prix Roparz Hémon.
Les institutions culturelles bretonnantes lui ont rendu plusieurs hommages, reconnaissant son énorme travail en faveur de la langue bretonne. Le journal Bretagne des livres, organe de l'institut culturel de Bretagne (ICB), a publié plusieurs articles laudateurs à son sujet. Le premier Dictionnaire breton de An Here, subventionné par l'ICB, lui était dédié.
Son attitude pendant la guerre a longtemps été minimisée, voire oubliée (comme cela a été le cas pour beaucoup de collaborationnistes français) jusqu'aux révélations du Canard enchaîné en mai 2000.
Depuis : 
- le premier collège Diwan, créé en 1988 au Relecq-Kerhuon, avait reçu son nom : il est débaptisé douze ans après[35].
- l'enseigne « Roparz Hemon » avec sa photographie, qui était fixée sur la façade du Centre culturel breton, place de Verdun à Guingamp, est enlevée en 2005[réf. nécessaire].

## Œuvres de Roparz Hemon

### Publications scientifiques
Il a publié un précis de grammaire en langue.
- Précis de Grammaire bretonne, Brest, Moulerez Stread ar C'hastell, 1928.
- L'Orthographe bretonne, Brest, Moulerez Stread ar C'hastell, 1929.
- Cours élémentaire de breton, Rennes, 1932 (ASIN B0000DV9R9).
- Geriadurig gallek-brezhonek an troioù-lavar poblel (dictionnaire des expressions du parler populaire) (1935, 1962, 1990, Hor Yezh).
- Grammaire bretonne, suivie de La Prononciation bretonne (réédition corrigée & augmentée du Précis de grammaire bretonne de 1928), Brest, Gwalarn, 1940.
  - rééditions : Brest, Al Liamm, 1948, 1958, 1963 (ASIN B0000DOXNQ).
- Les Mots du breton usuel classés d'après le sens ; Brest, éd. de Bretagne, 1942, (ASIN B0000DPLFZ).
- Méthode rapide de breton, 1942 (ASIN B0000DUM0V).
- La Langue bretonne et ses combats, La Baule, éd. de Bretagne, 1947 (la bibliographie en annexe -1001 titres- demeure indispensable).
- Christmas Hymns in the Vannes dialect of breton, Dublin, Institute for advanced studies, 1956, LXXII+118 p.
- Geriadur istorel ar brezhoneg (dictionnaire historique du Breton) - 31 fascicules, n° 1 à no 31, 1959 à 1978.
- Geriadur istorel (dictionnaire historique), Preder,  (ISBN 2-901383-01-7).
- Trois poèmes en moyen-breton, traduits et annotés par R. Hémon (Tremenuan an ytron Maria - Pemzec leuenez Maria - Buhez mab den), Dublin, Institute for Advanced Studies, School of Celtic Studies, 1962, XXIV+172 p  (ISBN 1-85500-063-6).
- Les fragments de la Destruction de Jérusalem et des Amours du Vieillard (textes en moyen-breton), traduits et annotés - supplément avec la collaboration de Gwennole Le Menn), Dublin, Dublin Institute for Advanced Studies, 1969, XXXII+448 p.
- Cours élémentaire de breton, 1975, (ASIN B0000DRE3H).
- A historical morphology and syntax of breton, Dublin, Institut d'études avancées de Dublin, 1975, XVI+328pp.
- Doctrin an Christenien (texte de 1622 en moyen-breton accompagné de la version française et du texte en breton moderne de 1677, avec préface et notes), Dublin, Institut d'études avancées de Dublin, School of Celtic Studies, 1977, XII+84 p.
- Testennoù evit ar studi (An Mirouer a confession (1621), An Dialog etre Arzur Roe d'an Bretounet ha Guynglaff, La Résurrection de Jesus Christ en forme de tragedy en air bretton, La Création), Hor Yezh, no 200, 1994.
- Ar Varn diwezhañ (pezh-c'hoari eus an XVIIIvet kantved), Saint-Brieuc, Skol, 1998.
- Yezhadur istorel ar brezhoneg, Hor Yezh,  (ISBN 2-910699-36-6).

### Travaux littéraires
Il a écrit une trentaine de romans, dont l'essentiel a Brest pour décor.

#### Revue
- Gwalarn, 1925-1944 (en assure la direction du premier au dernier numéro)

#### Poésie
- Barzhonegoù (poèmes), Skridou Breizh, 1943
  - Pirc'hirin ar Mor (Le Pèlerin de la Mer) est un poème élégiaque. Le Pèlerin, le principal personnage du poème, arrive à la mer et s'adresse à elle pour tirer les leçons d'une vie de lutte. Il a renoncé aux tentations et aux ambitions de sa jeunesse, son inadaptation à une existence médiocre l'a conduit à la solitude. Il se tourne donc vers la mer, une Déesse-Mère qui symbolise la Mère et la Bretagne. Le Pèlerin sait que son destin est de poursuivre son errance et, après sa mort physique, de survivre grâce aux livres[36].

#### Romans
- An Den a netra (Un homme de rien, pièce de théâtre), 1927
- Plac'hig vihan ar Mor (traduction d'Hans Christian Andersen), Brest, Kenta Mouladour Moulerez, 1928
- Ur Breizhad oc'h adkavout Breizh, 1931 (antérieurement paru par épisodes dans Gwalarn)
  - Réédition : Al Liamm, 1972
  - Traduction française : Un Breton redécouvrant la Bretagne, présenté et traduit par Michel Tréguer, Fouesnant, Yoran embanner, 2005
- Kleier Eured Brest, Gwalarn, 1934, recueil de nouvelles sur la vie des gens du peuple à Brest  (ISBN 2-9511721-8-4)
- Santez Dahud, 1935
  - Réédition : Hor Yezh, 1998  (ISBN 2-910699-29-3)
- An Aotrou Bimbochet e Breiz, Brest, Skridou Breizh, 1942
  - An Aotrou Bimbochet e Breizh, réédition Hor Yezh, 1990
- Kleier Eured (nouvelles), Skridou Breizh, 1943
- Ar c'horf dindan dreid va zad-kozh, éd. Al Liamm, 1949
- Gaovan hag an den gwer (Gauvain et le Chevalier vert), Brest, Al Liamm, 1949
  - Réédition : éd. An Here, 1988  (ISBN 2-86843-052-X)
- Alanig an tri roue ; Brest, éd. Al Liamm, 1950 (couv. de Xavier de Langlais)
- Ur prenestr a oa digor, éd. Skridou Nevez, 1952
- Meurlarjez, 1952
- An ti a drizek siminal, 1956
- An tri boulomig kalon aour, Al Liamm, 1961
- Mari Vorgan, Al Liamm, 1962
  - Réédition : Al Liamm, 1975
  - traduit en français : La Marie-Morgane, Presses d'aujourd'hui, 1981
  - traduit en gallois : Morforwyn, University of Wales, Aberystwyth, Centre for Educational Studies
- Diamantoù Keroulaz, Al Liamm, 1964 ; réédition Al Lanv, 2006
- Ho kervel a rin en noz ha marvailhoù all (nouvelles), Brest, Al Liamm, 1970
- War ribl an hent (nouvelles), Al Liamm, 1970
- Tangi Kerviler, Al Liamm, 1971, 169 p.
- Nenn Jani, Al Liamm, 1974
  - traduction française : Spezet, Coop Breizh, 1998  (ISBN 2-84346-037-9).
- Troioù-kaer ar baron pouf, An Here, 1986  (ISBN 2-86843-036-8)
- C'hoariva troet, Hor Yezh, 1991, 204 p.
- Danevelloù iwerzhonek, Hor Yezh, 1994, 110 p.
- Danevelloù kozh danvez Breizh, Hor Yezh, 1992, 164 p.
- Ar Bed dre ar brezhoneg, Hor Yezh, 1994, 200 p.
- Barzhaz dianav ha barzhaz troet, Hor Yezh, 1997  (ISBN 2-910699-21-8)
- Furnez ha faltazi, Hor Yezh, 1998  (ISBN 2-910699-26-9)
- An ti a drizek siminal, Hor Yezh, 1998  (ISBN 2-910699-27-7)
- Eñvorennoù, Al Liamm, 1998  (ISBN 2-7368-0053-2)
- Alc'hwez ar brezhoneg eeun  (ISBN 2-86863-126-6)

### Traductions
Des œuvres de Roparz Hemon ont été traduites en anglais, cornique, espéranto, français, frison, galicien, gallois, irlandais et néerlandais.